# NGC 850
NGC 850 је лентикуларна галаксија у сазвежђу Кит која се налази на NGC листи објеката дубоког неба.
Деклинација објекта је - 1° 29' 6" а ректасцензија 2h 11m 13,5s. Привидна величина (магнитуда) објекта NGC 850 износи 13,0 а фотографска магнитуда 13,9. NGC 850 је још познат и под ознакама UGC 1679, MCG 0-6-49, CGCG 387-53, NPM1G -01.0077, PGC 8369.